# Cassidy (film)
Cassidy è un film muto del 1917 diretto da Arthur Rosson. La sceneggiatura si basa sull'omonimo racconto di Larry Evans pubblicato nel dicembre 1913 sulla rivista Cosmopolitan.
Prodotto e distribuito dalla Triangle, il film aveva come interpreti Richard Rosson (fratello del regista), Frank Currier, Pauline Curley.

## Trama
Malato di tubercolosi, Cassidy vorrebbe tornare a New York, la sua città, per potervi morire. Ma, da San Francisco dove si trova, il viaggio è lungo e costoso. Senza soldi, il giovane cerca di rapinare una casa ma viene sorpreso da Grant, il proprietario, che è un procuratore distrettuale. Grant, dopo aver sentito la storia di Cassidy, ne è così toccato che dà al giovane il denaro che gli occorre per il viaggio. Cassidy ripaga subito il suo debito quando la figlia di Grant viene rapita dagli avversari politici di Grant: avendo saputo da un barista suo amico dove si trova la ragazza, Cassidy riesce a liberarla riportandola a casa da suo padre. Ferito, Cassidy si reca comunque alla stazione dove vuole prendere il treno. Ma non riuscirà a raggiungere mai New York.

## Produzione
Il film fu prodotto dalla Triangle Film Corporation.

## Distribuzione
Distribuito dalla Triangle Distributing, il film uscì nelle sale cinematografiche statunitensi il 21 ottobre 1917. Non si conoscono copie ancora esistenti della pellicola che viene considerata presumibilmente perduta.